# جرج آرلیس
جرج آرلیس (انگلیسی: George Arliss؛ زاده ۱۰ آوریل ۱۸۶۸ درگذشته ۵ فوریه ۱۹۴۶) بازیگر، مولف، نمایشنامه‌نویس، فیلمساز اهل بریتانیا بود. او بین سال‌های ۱۸۸۷ تا ۱۹۴۳ میلادی فعالیت می‌کرد.

## جوایز
- جایزه اسکار بهترین بازیگر نقش اول مرد

## فیلم‌شناسی

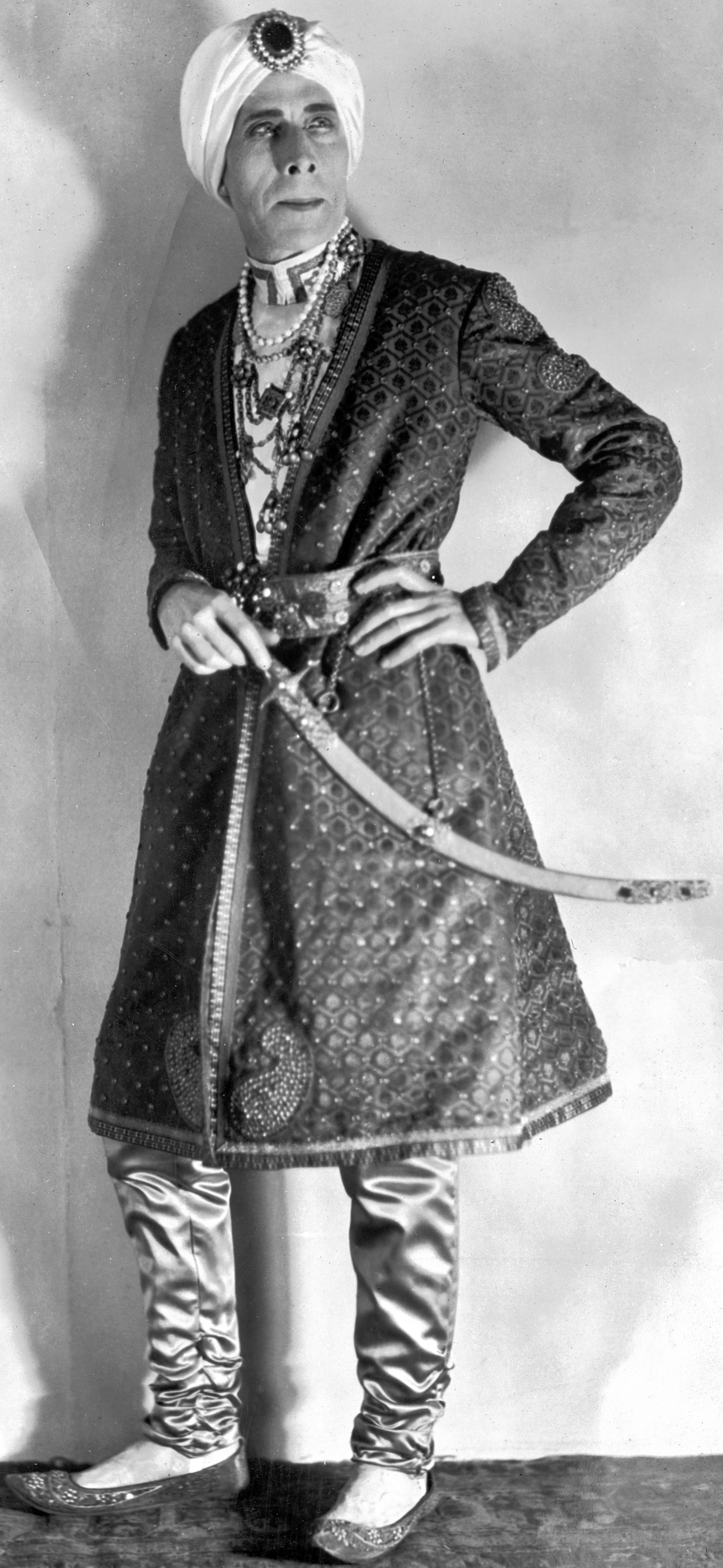

- بنجامین دیزرائیلی (۱۹۲۱)
- دیزرائیلی (۱۹۲۹)
- الهه سبز (۱۹۳۰)
- انگلستان قدیم (۱۹۳۰)
- الکساندر همیلتون (۱۹۳۱)
- ولتر (۱۹۳۳)
- دوک آهنی (۱۹۳۴)
- خانه روتشیلت (۱۹۳۴)
- کاردینال ریشلیو (۱۹۳۵)